# Saint-Amour-Bellevue
Saint-Amour-Bellevue är en kommun i departementet Saône-et-Loire i regionen Bourgogne-Franche-Comté i östra Frankrike. Kommunen ligger i kantonen La Chapelle-de-Guinchay som tillhör arrondissementet Mâcon. År 2022 hade Saint-Amour-Bellevue 590 invånare.

## Befolkningsutveckling
Antalet invånare i kommunen Saint-Amour-Bellevue
| Referens: INSEE |